# محمدآباد مشک
محمدآباد مشک، روستایی در دهستان روداب شرقی بخش روداب شهرستان نرماشیر در استان کرمان ایران است.

## جمعیت
بر پایه سرشماری عمومی نفوس و مسکن در سال ۱۳۹۵، جمعیت این روستا برابر با ۳۲۳ نفر (۱۰۲ خانوار) بوده‌است.